# Della Rovere

Wappen der Della Rovere

Die della Rovere sind eine italienische Adelsfamilie der Renaissance. Der Familie entstammen die Päpste Sixtus IV. und Julius II. Beide betrieben Nepotismus und ernannten zahlreiche Verwandte zu Kardinälen.
1508 erbten die Della Rovere von der Familie Montefeltro das souveräne Herzogtum Urbino, das sie bis zu ihrem Aussterben im Mannesstamm 1631 regierten.

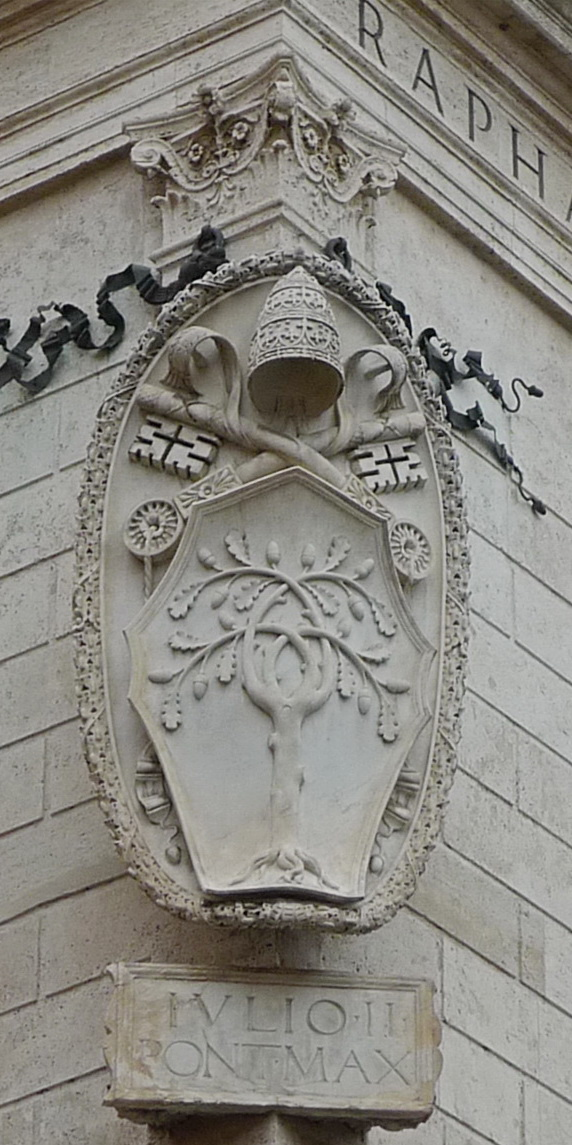
Päpstliches Wappen Julius’ II. am Palazzo della Cancelleria

## Herkunft
Die della Rovere stammen aus einer angesehenen, jedoch armen Familie aus Savona, Ligurien. Das erste namentlich bekannte Familienmitglied ist Leonardo (oder Beltramo) della Rovere († um 1430 in Savona), verheiratet mit Luchina Monteleoni. Er war bescheidener Herkunft und lebte lange in Albisola, später in Savona, wo er dem Ältestenrat der Gemeinde angehörte. Deren Sohn Francesco della Rovere (später Papst Sixtus IV.) behauptete eine Verwandtschaft zur Turiner Familie della Rovere, Grafen von Vinovo, die bereits mit Ermondo um 700 einen Gouverneur von Turin gestellt hatten und deren Wappen er annahm. (Sein Verwandter, Kardinal Domenico della Rovere, ließ sich später ein Palais in Vinovo erbauen, das noch existiert.) Das Wort Rovere ist italienisch für Traubeneiche. Sixtus IV. wie auch sein Neffe Julius II. (und alle späteren Familienmitglieder) machten Gebrauch von dem Wappen mit der Eiche mit zwölf goldenen Eicheln auf blauem Grund.

## Aufstieg mit Sixtus IV.

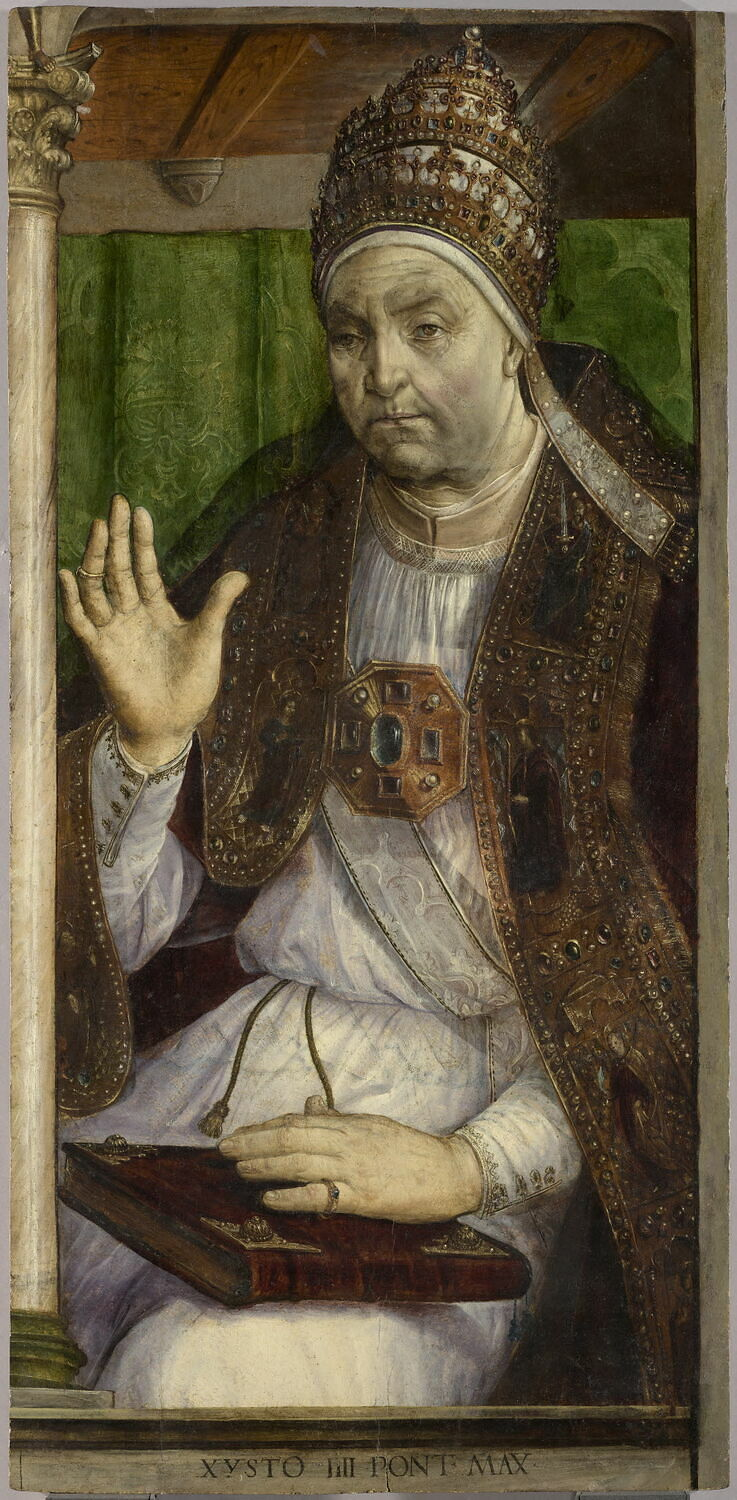
Papst Sixtus IV.

Francesco trat jung in den Franziskanerorden ein, zu dessen Generalminister er als angesehener Theologe 1464 gewählt wurde. Die überraschende Wahl Francescos zum Papst Sixtus IV. im Jahr 1471 veränderte das Schicksal der Familie vollkommen. Sixtus IV. betrieb einen Nepotismus ungeheuren Ausmaßes. Noch im Jahr seiner Wahl ernannte er, entgegen den Vereinbarungen der Wahlkapitulationen, zwei seiner Neffen, Pietro Riario und Giuliano della Rovere, den späteren Papst Julius II., zu Kardinälen und einen weiteren, Girolamo Riario zum Generalkapitän der Kirche. 1477 folgte als Kardinal noch der Sohn einer Schwester Girolamos, Raffaele Sansoni-Riario, und später die Verwandten Girolamo Basso della Rovere, Cristoforo della Rovere und Domenico della Rovere, neben weiteren geistlichen und weltlichen Positionen innerhalb der Kurie und des Kirchenstaats, die an Verwandte vergeben wurden.
Um den Aufstieg der Familie dauerhaft zu festigen, versuchte Sixtus IV. seinen Neffen auch weltliche Herrschaften zu verschaffen: Sein Neffe (oder möglicherweise illegitimer Sohn) Girolamo Riario wurde Herr von Imola und Forlì, Leonardo della Rovere Herzog von Sora. Dessen Bruder Giovanni della Rovere wurde Signore von Senigallia und mit Giovanna da Montefeltro, der Erbin des Herzogtums Urbino verheiratet. Nach dem Tod Sixtus IV. wurde mit Innozenz VIII. ein weiterer Ligurier zum Papst gewählt, unter dem aber Kardinal Giuliano della Rovere, der spätere Papst Julius II., die päpstliche Politik bestimmte.

## Krise und Wiederaufstieg mit Julius II.

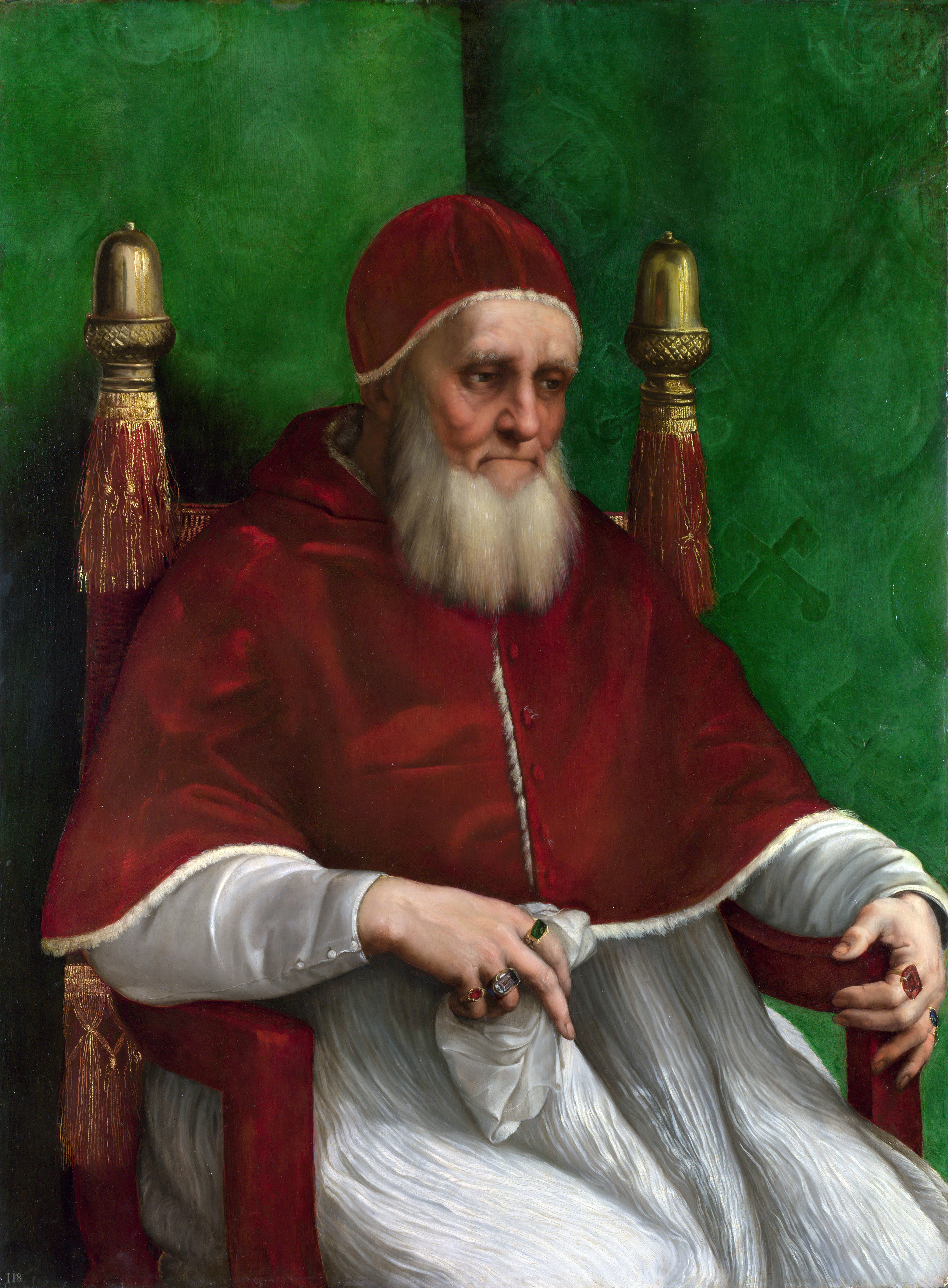
Papst Julius II. (1443–1513), von Raffael

1492 wurde Rodrigo Borgia als Alexander VI. Papst. Giuliano della Rovere war bei der Wahl sein Gegenkandidat, danach Haupt der Opposition. Er verließ Rom und zog in den Herkunftsort seiner Familie nach Savona in Ligurien und später nach Paris. Die Borgia versuchten aus den Gebieten der Della Rovere und anderer Familien einen eigenen Staat zu schaffen, daher vertrieb der Papstsohn Cesare Borgia die mit den Rovere aufgestiegenen und eng verwandten Riario aus Imola und Forlì, die Witwe Giovanni della Roveres aus Senigallia und dessen Schwager Guidobaldo da Montefeltro aus Urbino (1502–1506). Nach dem Tod Alexanders VI. und der Wahl Giuliano della Roveres zum Papst Julius II. wurde Cesare Borgia, obwohl er mit seinen Truppen und seinen diplomatischen Beziehungen zu Frankreich die Wahl unterstützt hatte, von Julius II. entmachtet. Die vielen vertriebenen Stadtherren der Romagna kehrten zurück. Da Julius aber seinen Vetter Girolamo Riario nicht leiden konnte, erhielten die Riario ihre beiden Städte nicht wieder.
Julius II. verfolgte das ehrgeizige Ziel, die Italienische Halbinsel unter päpstlicher Führung zu vereinen, was ihm aber nicht gelang. Dafür wurde er durch seine Baumaßnahmen berühmt: Er beauftragte Donato Bramante mit dem Neubau des Petersdoms, Michelangelo mit dem Juliusgrabmal und der Ausmalung des Deckengewölbes der Sixtinischen Kapelle, Raffael mit den Stanzen in den Privatgemächern des Apostolischen Palasts.
Der nachfolgende Papst, Leo X., vergab das Herzogtum Urbino zwar kurzzeitig (1516–1519) an seinen Neffen Lorenzo di Piero de’ Medici, doch ab 1521 etablierte sich die Familie della Rovere mit Francesco Maria I. della Rovere dort als Herzöge, als Erben der Montefeltro.

## Herzöge von Urbino und Ende der Dynastie

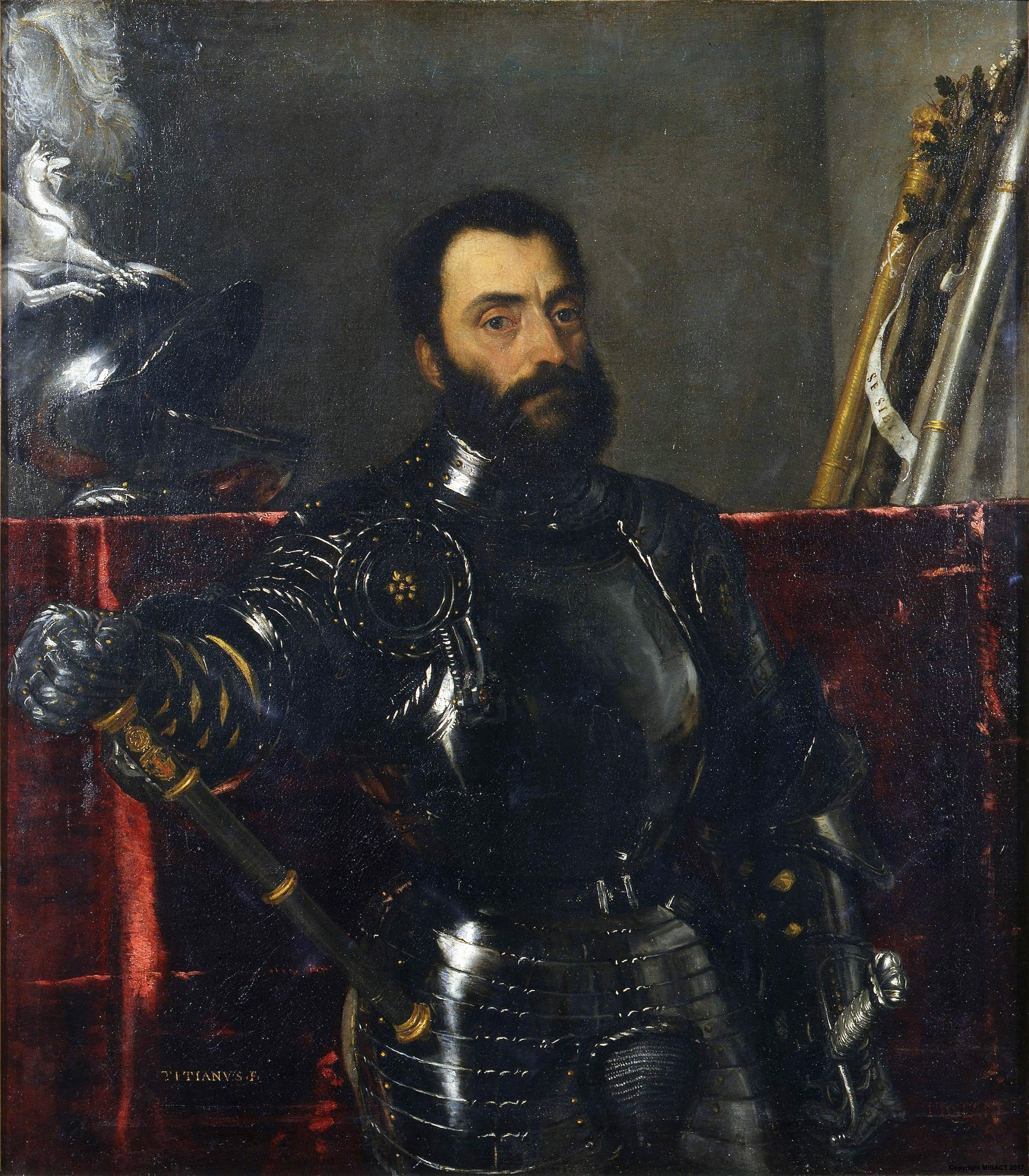
Francesco Maria I. della Rovere (1536–38), von Tizian

1508 erbte Francesco Maria I. della Rovere das Herzogtum Urbino vom Bruder seiner Mutter aus der Familie Da Montefeltro. Mit der kurzen Unterbrechung der Medici-Herrschaft von 1516 bis 1521 regierten seine Nachfolger bis zum Aussterben der Dynastie in männlicher Linie mit Francesco Maria II. della Rovere 1631. Bereits 1623 hatte der letzte Herzog Urbino an den Kirchenstaat übergeben. Die Letzte aus der Familie war seine Enkelin Vittoria della Rovere, Großherzogin der Toskana. Ihr Ehemann Ferdinando II. de’ Medici verzichtete 1644 nochmals ausdrücklich auf das Herzogtum Urbino. Sie starb 1694 in Florenz und hinterließ die reichen Kunstsammlungen ihrer Vorfahren, der Della Rovere wie auch der Montefeltro, den Uffizien.
Nur Lucrezia della Rovere († 18. Februar 1652), Tochter des illegitimen Sohnes von Kardinal Giulio Feltrio della Rovere (jüngerer Sohn Francesco Marias I. della Rovere), setzte die Familienlinie fort. Durch ihre Heirat mit Marcantonio Lante, Herzog von Bomarzo, begründete sie die Familie Lante Montefeltro della Rovere, die bis heute besteht und die Namen der beiden erloschenen Fürstenhäuser ihrem eigenen anhängte. Auch das Fürstenhaus Chigi, Familie des Papstes Alexander VII., hält – vermittelt durch weibliche Abstammung – zwei berühmte Namen am Leben und nennt sich in einem Zweig heute Chigi Albani della Rovere.

## Stammliste
- Leonardo (oder Beltramo) aus Savona († Savona c. 1430), ⚭ Luchina Monteleoni
  - Francesco della Rovere (1414–1484), Papst Sixtus IV. (1471–1484)
  - Raffaele della Rovere, Senator von Rom, (* Savona 1423, † Rom 1477) ⚭ 1422 Teodora Manirolo († c. 1480)
    - Giuliano della Rovere (1443–1513), Papst Julius II. (1503–1513)
    - Leonardo della Rovere, 22. Februar 1472 Präfekt von Rom, 30. März 1472 Herzog von Sora und Arce ⚭ Caterina Ferrante d'Aragona von Neapel
    - Bartolomeo della Rovere 1472 Bischof von Massa 1474 Bischof von Ferrara (* 1447, † Rom 1494)
    - Giovanni della Rovere (* 1457, † 6. November 1501), 1475 Duca von Sora und Arce, Herr von Sinigaglia ⚭ Giovanna da Montefeltro, Tochter des Federico da Montefeltro, Herzog von Urbino

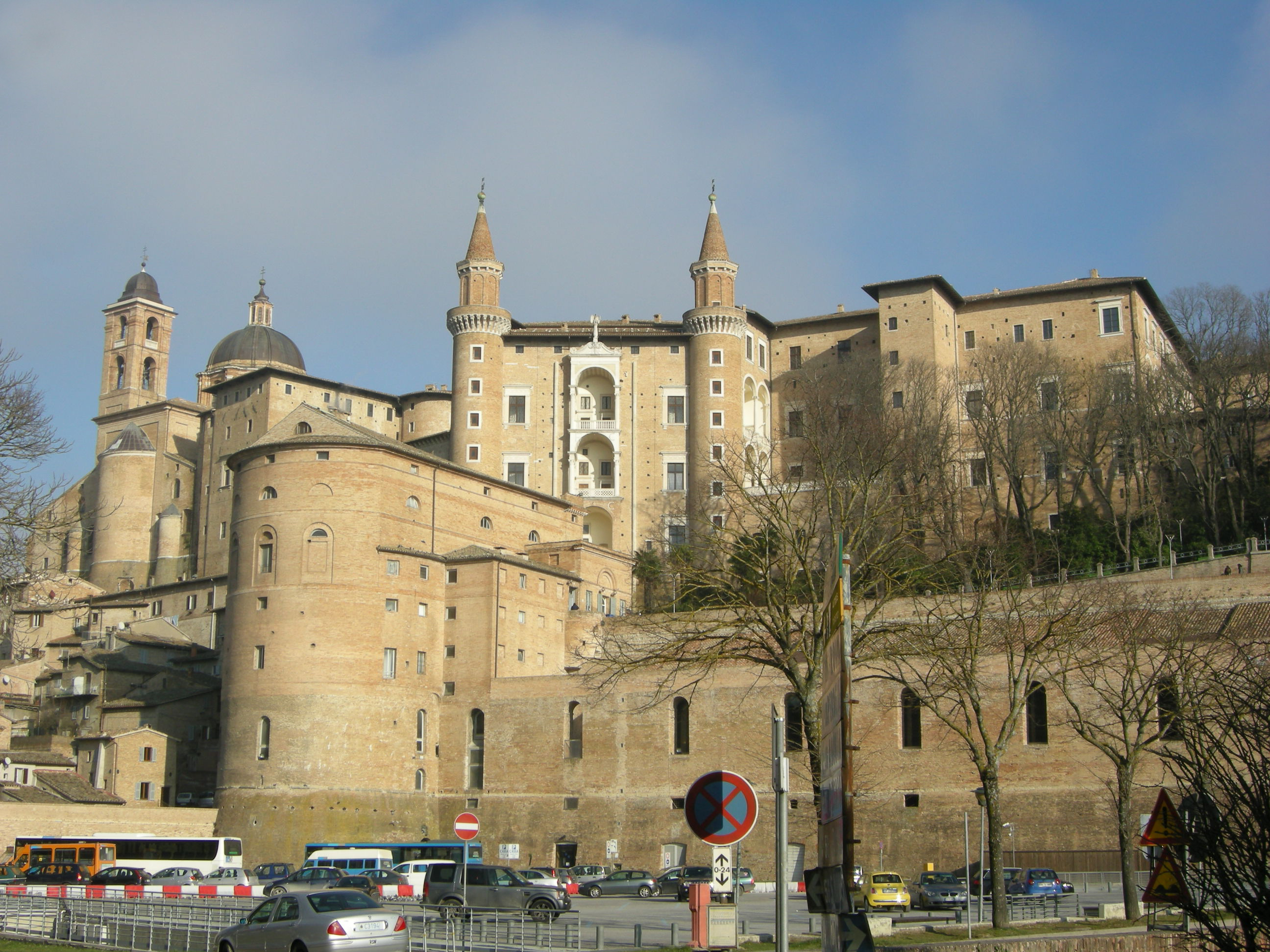
Palazzo Ducale (Urbino)

      - Palazzo Ducale (Urbino)Francesco Maria I. della Rovere (* 1490, † 20. Oktober 1538) Herzog von Urbino 1508 (als Adoptivsohn seines Onkels Guidobaldo I. da Montefeltro) ⚭ Eleonora Gonzaga della Rovere († 1550), Tochter des Markgrafen Gianfrancesco II. Gonzaga von Mantua
        - Guidobaldo II. della Rovere (* 1514, † 1574) Herzog von Urbino und Gubbio, ⚭ 1) 1534 Giulia Varano († 17. Februar 1547, Herzogin von Camerino 1527–1539, ⚭ 2) Vittoria Farnese, Tochter des Herzogs Pier Luigi II. Farnese von Parma
          - Virginia (* 1544, † 1571) ⚭ 1.) Principe Federico Borromeo, Duca di Camerino, Principe di Oria, Conte di Arona(† 1562); ⚭ 2.) 1564  Prinicipe Ferdinando Orsini Duca di Gravina († 1589)
          - Francesco Maria II. della Rovere (* 20. Februar 1549, † 23. April 1631, folgt 1574, dankt am 14. Mai 1621 ab, übernimmt wieder die Regierung am 28. Juni 1623, dankt ein zweites Mal ab am 20. Dezember 1623 und übergibt Urbino dem Papst ⚭ 1) 19. Januar 1570, geschieden 1576, Lucrezia d’Este (* 16. Dezember 1535, † 12. Februar 1598) Tochter des Ercole II. d’Este, ⚭ 2) Livia della Rovere, seine Cousine

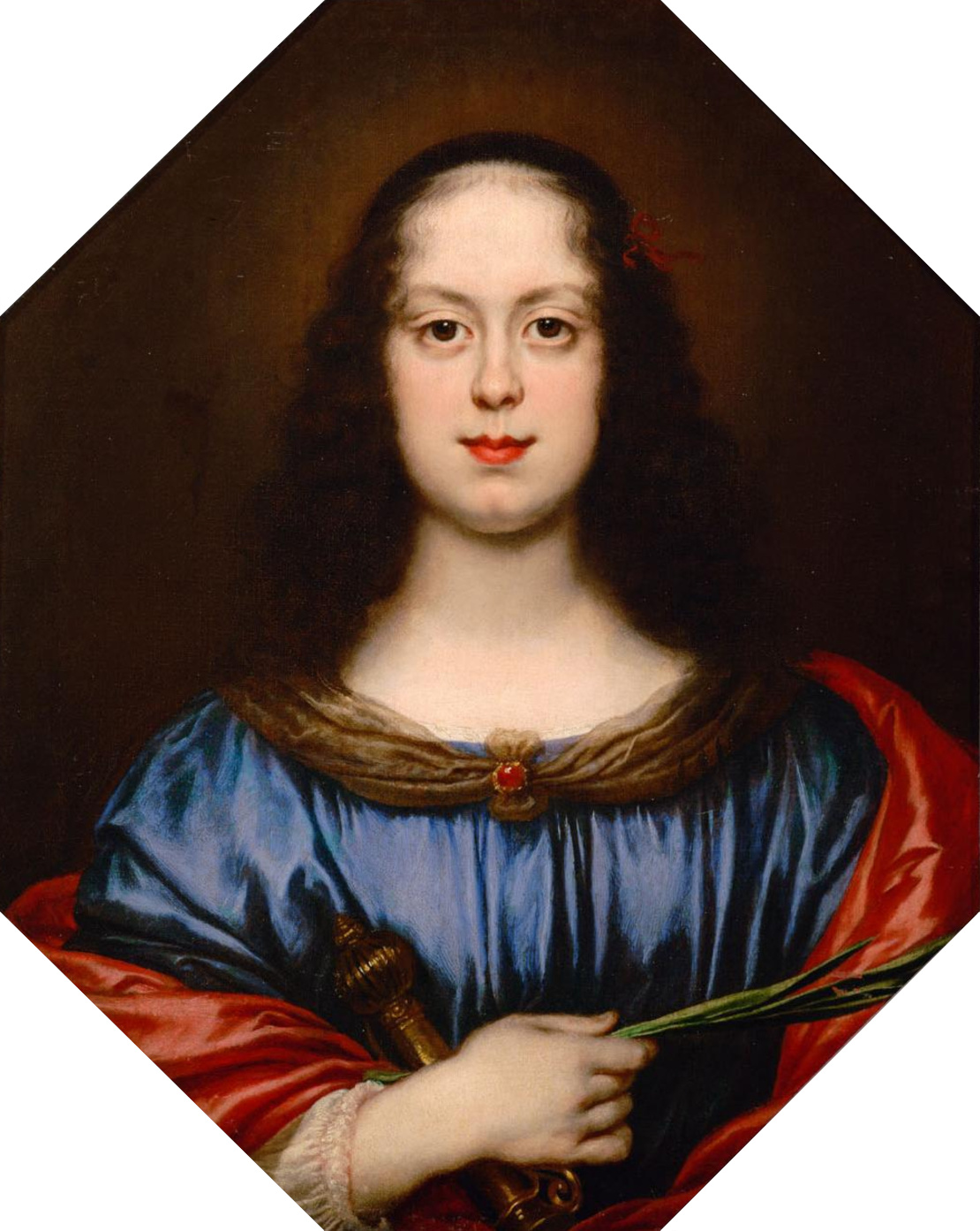
Vittoria della Rovere (1622–1694), die Letzte ihres Geschlechts

            - Vittoria della Rovere (1622–1694), die Letzte ihres GeschlechtsFederico Ubaldo della Rovere (* 1605, † 1623) Erbherzog von Urbino ⚭ 1621 Claudia de’ Medici (1604–1648), Tochter des Großherzog Ferdinand I. von Toskana
              - Vittoria della Rovere (* 7. Februar 1622, † 5. März 1694) ⚭ 1634 Großherzog Ferdinand II. von Toskana, der 1644 auf Urbino verzichtet.

          - Isabella (* 1554, † Neapel 1619) ⚭ Principe Niccolo Berardino di Sanseverino Principe di Bisignano, († 1598/1606)
          - Lavinia della Rovere (* 1558, † 1632) ⚭ 1575 Principe  Alfonso Felice d’Avalos d’Aquino d’Aragona, Principe di Francavilla e di Montesarchio, Marchese del Vasto e di Pescara (* 1556, † 1619)

        - Giulia della Rovere (* 1527, † 4. April 1563) ⚭ Januar 1549 Alfonso d’Este (* 10. März 1527, † 1. November 1587) Markgraf von Montecchio, Sohn des Niccolò III. d’Este
        - Elisabetta della Rovere (* Urbino 1529, † Massa, 1561) ⚭ Alberico I Cybo-Malaspina, Herzog von Massa und Carrara
        - Giulio Feltrio della Rovere (* 1533, † 1578), Kardinal der Katholischen Kirche
          - Ippolito della Rovere (unehelich) († 1620), Markgraf von San Lorenzo
            - Livia della Rovere ⚭ Francesco Maria II. della Rovere, Herzog von Urbino (s. o.)
            - Giulio della Rovere († 1636)
            - Lucrezia della Rovere (* 1589, † 1652) ⚭ Marcantonio Lante, Duca di Bomarzo. Ihre Nachkommen führen bis heute den Namen Lante Montefeltro della Rovere

    - Luchina Della Rovere, Schwester Julius’ II. ⚭ I. Francesco Franciotti, ⚭ II. Gabriele Gara
      - Galeotto Franciotti della Rovere (1471–1507), Kardinal der Katholischen Kirche
      - Sisto Gara della Rovere (1473–1517), Kardinal der Katholischen Kirche

  - Luchina della Rovere, Schwester Sixtus’ IV., ⚭ Giovanni Basso
    - Girolamo Basso della Rovere (1434–1507), Kardinal der Katholischen Kirche
    - Maria Basso della Rovere ⚭ Antonio Grosso
      - Bartolomeo Grosso della Rovere († 1500) ⚭ Camilla del Carretto
        - Maria Grosso della Rovere ⚭ Sinibaldo Fieschi, Graf von Lavagna († 1532)

      - Clemente Grosso della Rovere (1462–1504), Kardinal der Katholischen Kirche
      - Leonardo Grosso della Rovere (1464–1520), Kardinal der Katholischen Kirche
      - Francesco Grosso della Rovere († 1524), Bischof von Gubbio und Mende
      - Nicoletta Grosso della Rovere ⚭ Urbano Vigerio
        - Marco Vigerio della Rovere (1446–1516), Kardinal der Katholischen Kirche

  - Bianca della Rovere, Schwester Sixtus’ IV. ⚭ Paolo Riario († 1453/1459)
    - Violante Riario della Rovere (1441–1483) ⚭ Antonio Sansoni
      - Raffaele Sansoni Riario (1460–1521), Kardinal der Katholischen Kirche

    - Girolamo Riario (1443–1488), Herr von Imola und Forlì. Möglicherweise war Girolamo nicht ein Neffe, sondern ein natürlicher Sohn von Papst Sixtus IV.
      - Ottaviano Riario, Herr von Imola und Forlì (1488–1499)
      - Cesare Riario (1485–1540), Erzbischof von Pisa und Patriarch von Alexandria
      - Galeazzo Riario (1487–1557) ⚭ Maria Giovanna della Rovere (1482–1538), Tochter von Giovanni della Rovere

    - Pietro Riario (1445–1474), Kardinal der Katholischen Kirche

## Weitere Personen
- Cristoforo della Rovere (1434–1478), Kardinal der Katholischen Kirche, Verwandter Sixtus’ IV.
- Domenico della Rovere (1442–1501), Kardinal der Katholischen Kirche, Bruder des Cristoforo
- Domenico della Rovere (1518–1587), Bischof von Asti
- Giulio della Rovere auch Giuseppe della Rovere oder Giulio di Milano (lt. Poeschel auch nur Milanese)[2] (1504–1581),  exkommunizierter Augustinermönch, kath. Theologe und Lehrer, reformierter Pfarrer in den Drei Bünden (Graubünden)
- Guido Della Rovere (* 2007), italienischer Fußballspieler
- Marcello Lante della Rovere (1561–1652), Kardinal der Katholischen Kirche
- Federico Marcello Lante della Rovere (1695–1773), Kardinal der Katholischen Kirche
- Alessandro Lante Montefeltro della Rovere (1762–1818), Kardinal der Katholischen Kirche
- Ludovico Chigi Albani della Rovere (1866–1951), Großmeister des Malteserordens
- Felice della Rovere (1483–1536), italienische Renaissancefürstin und uneheliche Tochter von Papst Julius II.

## Bauwerke
In Urbino bewohnten die Della Rovere den alten Herzogspalast der Montefeltro, den Palazzo Ducale mit seiner reichen Kunstsammlung, die sie erweiterten. Ferner errichten sie verschiedene Paläste und Festungsbauten im Herzogtum, so in Senigallia, Mondavio und San Lorenzo in Campo.
Den bis heute als Palazzo Della Rovere in Savona (Ligurien) bekannten Palast hatte Kardinal Giuliano della Rovere (der spätere Papst Julius II.) 1494 erworben und umgebaut, nachdem er vor seinem Rivalen Alexander VI. aus Rom geflohen war; er hinterließ ihn der Kirche. Der 1480–90 erbaute Palazzo Della Rovere in Rom geht auf Kardinal Domenico della Rovere, einen Verwandten Sixtus’ IV., zurück.

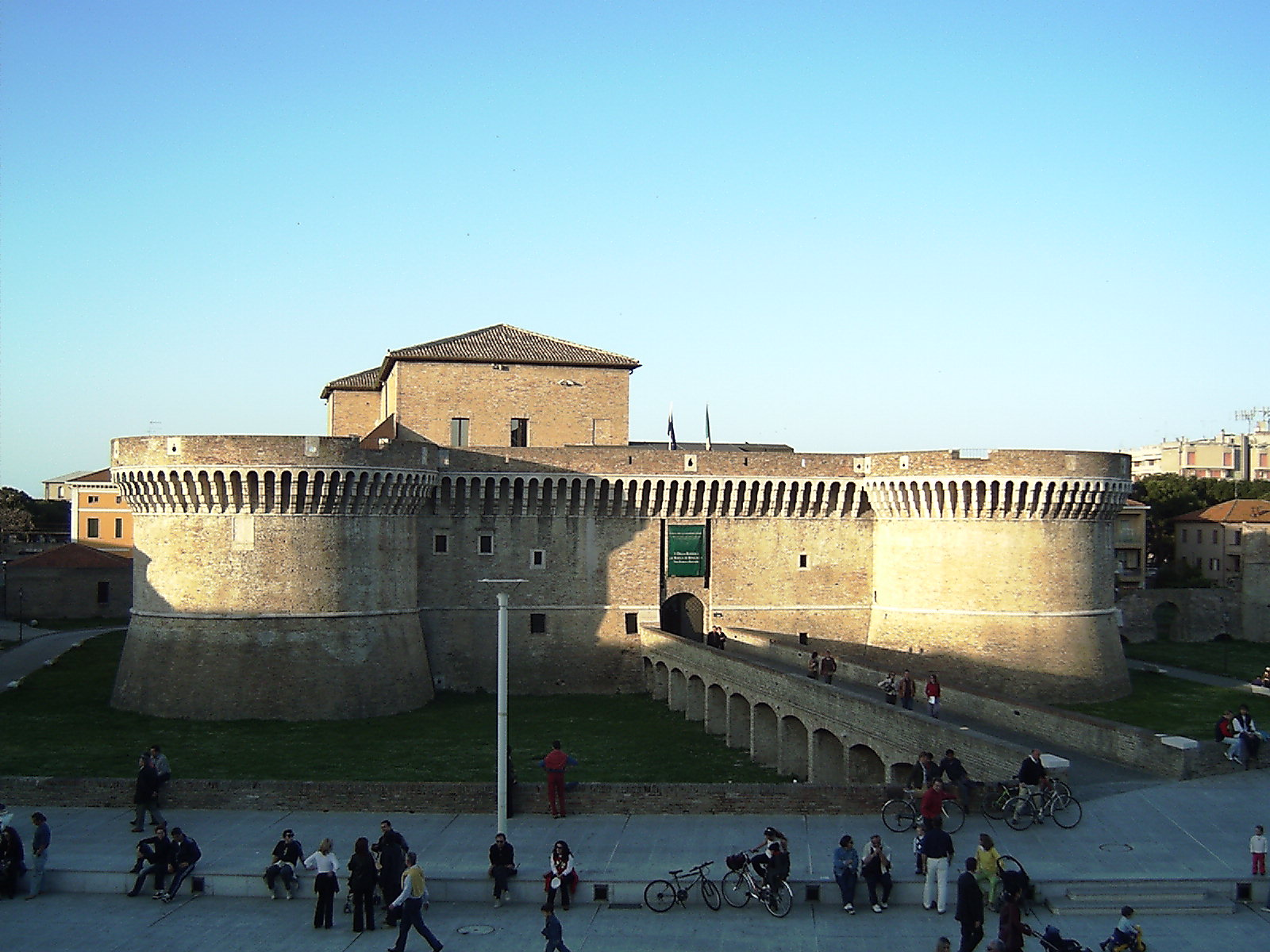
Rocca (Burg) Della Rovere in Senigallia
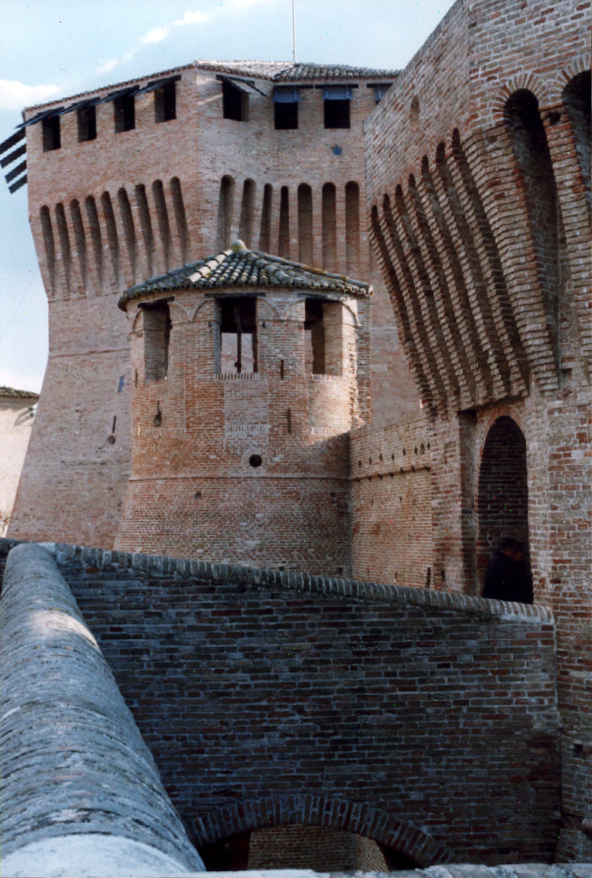
Rocca Roveresca in Mondavio
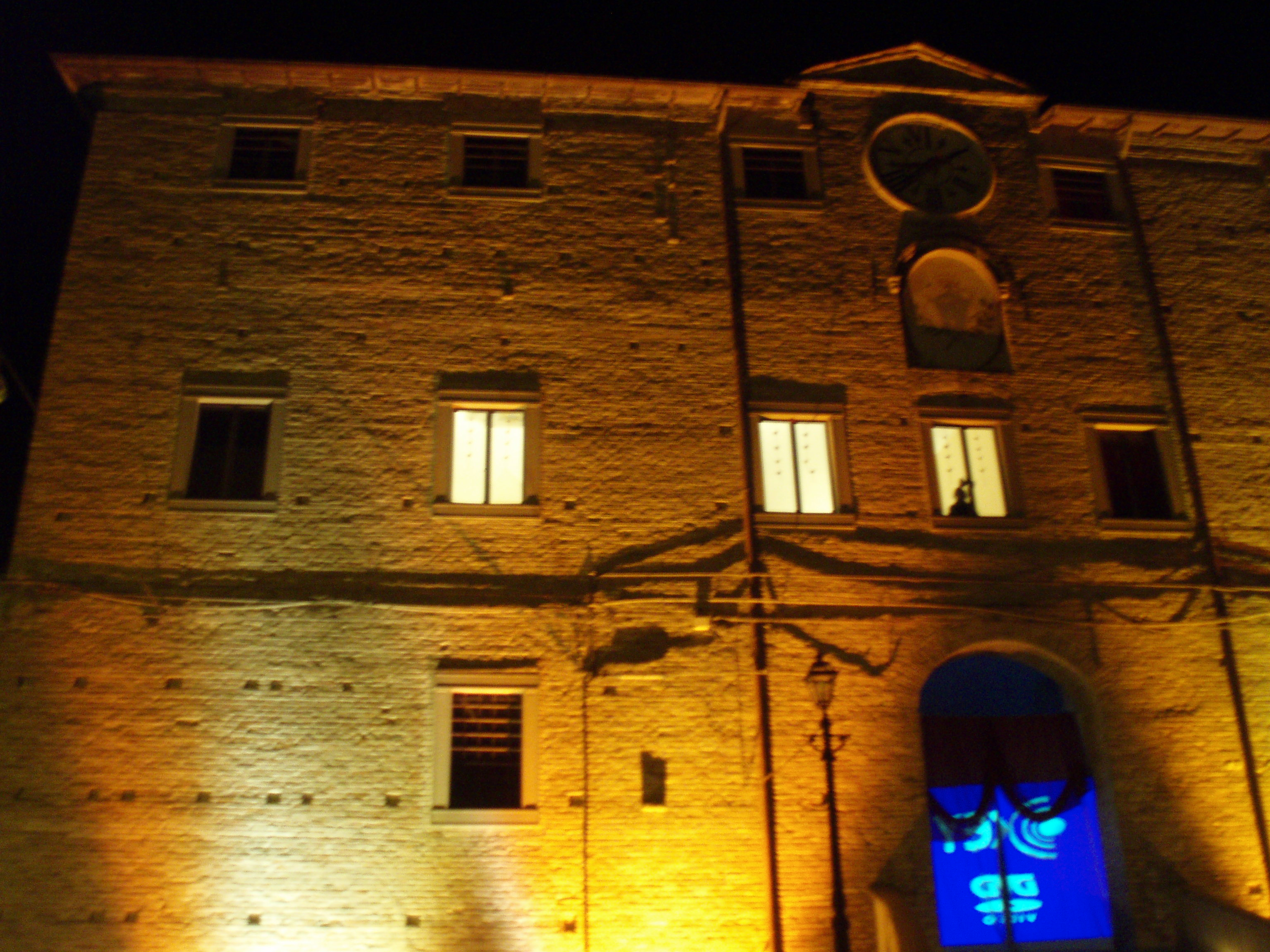
Palazzo Della Rovere in San Lorenzo in Campo
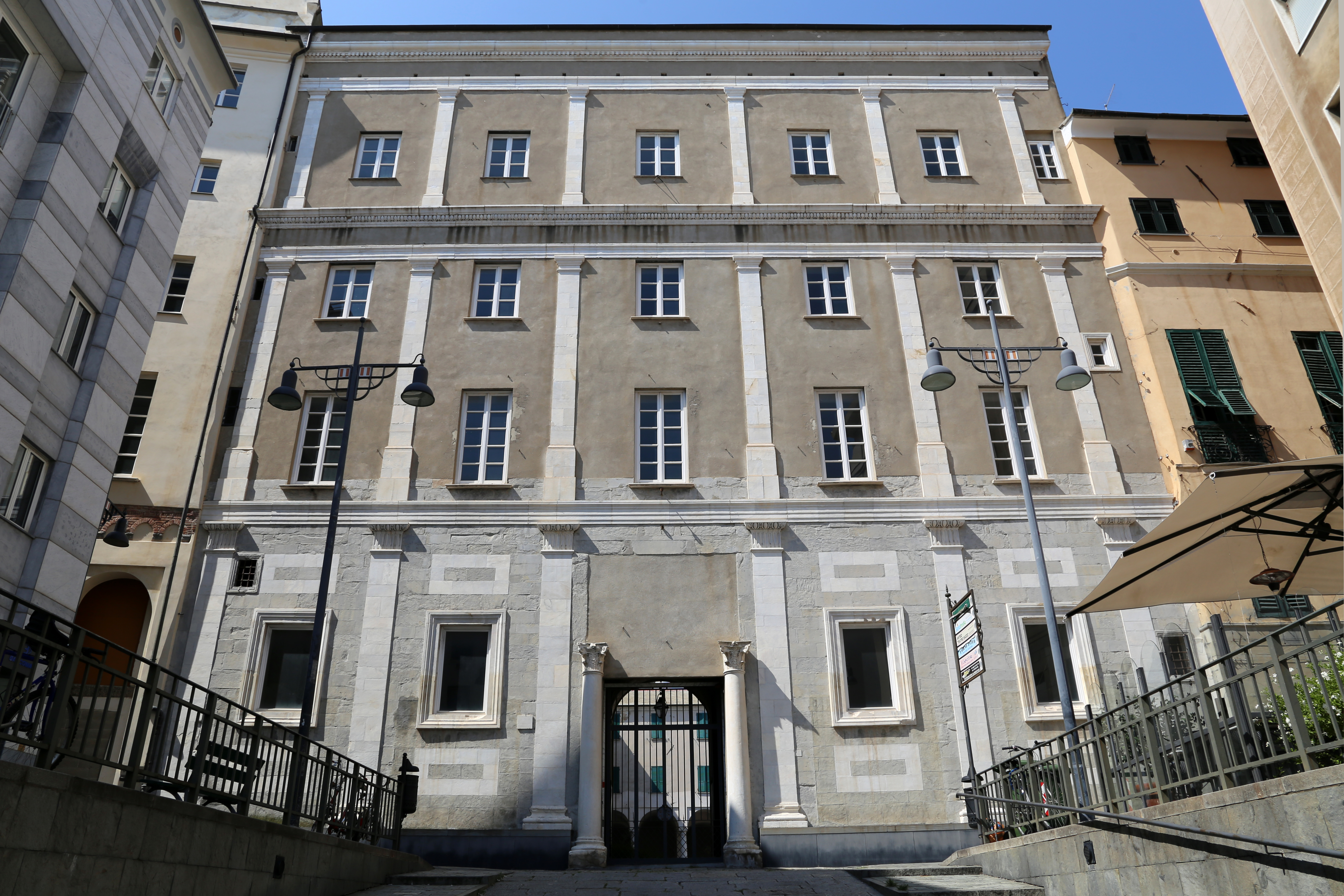
Palazzo Della Rovere in Savona
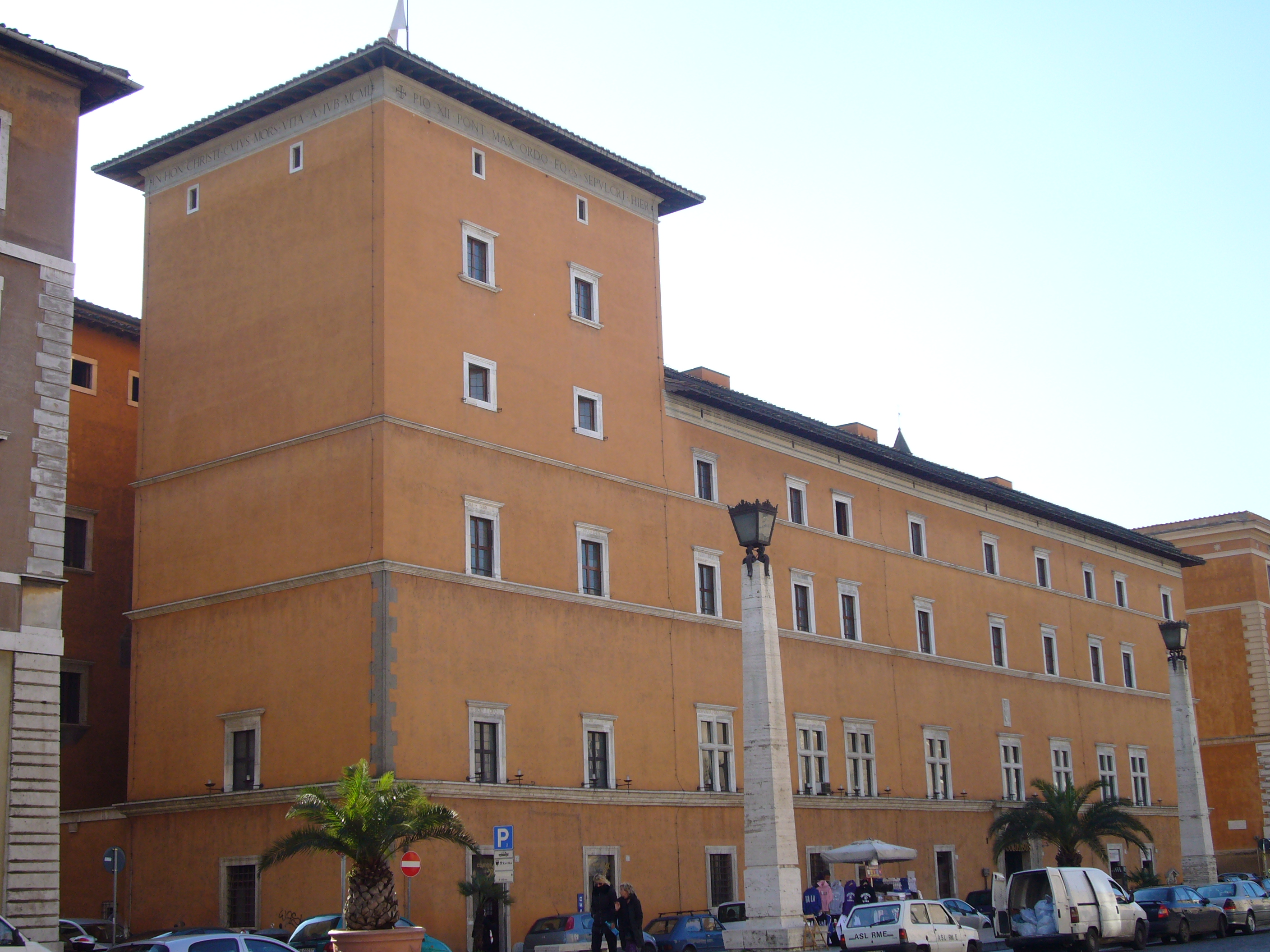
Palazzo Della Rovere in Rom